# A Lyga 1999
La A Lyga 1999 fue la décima edición del torneo de Fútbol más importante de Lituania que se jugó del 5 de julio al 6 de noviembre y que contó con la participación de 10 equipos.
El FBK Kaunas ganó su primer título de liga.

## Clasificación
| Pos. | Equipo          | Pts. | PJ | G  | E | P  | GF | GC | Dif. | Clasificación o descenso                      |
| ---- | --------------- | ---- | -- | -- | - | -- | -- | -- | ---- | --------------------------------------------- |
| 1    | FBK Kaunas (C)  | 41   | 18 | 12 | 5 | 1  | 36 | 10 | +26  | Primera Ronda Clasificatoria Champions League |
| 2    | Žalgiris        | 36   | 18 | 10 | 6 | 2  | 33 | 9  | +24  | Ronda Clasificatoria UEFA Cup                 |
| 3    | Atlantas        | 33   | 18 | 9  | 6 | 3  | 34 | 24 | +10  | Primera Ronda Intertoto Cup                   |
| 4    | Kareda Šiauliai | 30   | 18 | 9  | 3 | 6  | 31 | 18 | +13  |                                               |
| 5    | Ekranas         | 29   | 18 | 7  | 8 | 3  | 22 | 11 | +11  | Ronda Clasificatoria UEFA Cup                 |
| 6    | Inkaras         | 29   | 18 | 8  | 5 | 5  | 25 | 18 | +7   |                                               |
| 7    | Nevėžis         | 16   | 18 | 3  | 7 | 8  | 10 | 22 | −12  |                                               |
| 8    | Banga (G)       | 12   | 18 | 2  | 6 | 10 | 12 | 40 | −28  | Playoff de Descenso                           |
| 9    | Ardena (G)      | 11   | 18 | 2  | 5 | 11 | 10 | 26 | −16  | Playoff de Descenso                           |
| 10   | Dainava         | 6    | 18 | 1  | 3 | 14 | 9  | 44 | −35  | Desciende a la 1 Lyga                         |

 Fuente: RSSSF.com
Notas:
1. ↑  Dainava originalmente fue descendido, pero más tarde fue readmitido por la LFF.

## Resultados
| Local \ Visitante | ARD | ATL | BAN | DAI | EKR | FBK | INK | KAR | NEV | ŽAL |
| ----------------- | --- | --- | --- | --- | --- | --- | --- | --- | --- | --- |
| Ardena            |     | 0–2 | 1–1 | 0–2 | 0–0 | 0–3 | 1–3 | 0–2 | 0–1 | 0–3 |
| Atlantas          | 0–0 |     | 2–2 | 5–0 | 1–2 | 2–2 | 3–2 | 3–2 | 3–1 | 1–1 |
| Banga             | +:- | 1–2 |     | 2–1 | 0–2 | 0–3 | 0–1 | 0–4 | 1–1 | 1–3 |
| Dainava           | 1–3 | 1–2 | 2–2 |     | 0–4 | 0–1 | 0–2 | 0–4 | 0–0 | 0–0 |
| Ekranas           | 1–0 | 1–2 | 1–1 | 4–1 |     | 0–0 | 0–0 | 1–0 | 0–0 | 0–0 |
| FBK Kaunas        | 0–0 | 3–1 | 6–0 | 2–1 | 2–0 |     | 1–0 | 2–2 | 0–1 | 1–0 |
| Inkaras           | 1–3 | 1–1 | 2–0 | 4–0 | 1–1 | 1–4 |     | 1–0 | 1–0 | 1–1 |
| Kareda Šiauliai   | 1–0 | 0–0 | 3–0 | 3–0 | 0–3 | 2–4 | 1–1 |     | 3–1 | 0–1 |
| Nevėžis           | 1–1 | 0–4 | 1–1 | 2–0 | 1–1 | 0–2 | 0–2 | 0–2 |     | 0–1 |
| Žalgiris          | 4–1 | 5–0 | 5–0 | 4–0 | 2–1 | 0–0 | 2–1 | 1–2 | 0–0 |     |

## Playoff de Descenso
| Equipo 1         | Agr. | Equipo 2 | Ida | Vuelta |
| ---------------- | ---- | -------- | --- | ------ |
| Tauras           | 1–8  | Banga    | 0–3 | 1–5    |
| Geležinis Vilkas | 1–1  | Ardena   | 1–1 | 0–0    |